# Liste de peintures représentant des chevaux
Pour un article plus général, voir Cheval dans l'art.
Ceci est une liste de peintures représentant un cheval comme sujet principal (les portraits équestres sont traités à part, dans la liste des portraits équestres). 

## XVIIesiècle
| Année de réalisation | Visuel                    | Titre                     | Artiste             | Lieu de conservation                 |
| -------------------- | ------------------------- | ------------------------- | ------------------- | ------------------------------------ |
| 1627                 | Étude d'un cheval         | Étude d'un cheval         | Antoine van Dyck    | Collection privée.                   |
| Entre 1635 et 1683   | Paysage avec deux chevaux | Paysage avec deux chevaux | Nicolaes Berchem    | Statens Museum for Kunst.            |
| 1649                 | Chevaux dans un pré       | Chevaux dans un pré       | Paulus Potter       | Rijksmuseum Amsterdam.               |
| 1650-1654            | Le cheval pie             | Le Cheval pie             | Paulus Potter       | Musée d'art du comté de Los Angeles. |
| 1653                 | Le cheval tacheté         | Le Cheval tacheté         | Paulus Potter       | Musée du Louvre.                     |
| 1680                 | Cheval avec une selle     | Cheval avec une selle     | Abraham van Calraet | National Gallery.                    |
| 1690                 | Cheval dans un paysage    | Cheval dans un paysage    | Abraham van Calraet | National Sporting Library.           |

## XVIIIesiècle
| Année de réalisation | Visuel                        | Titre                         | Artiste              | Lieu de conservation              |
| -------------------- | ----------------------------- | ----------------------------- | -------------------- | --------------------------------- |
| 1728                 | 百駿圖                        | Cent chevaux                  | Giuseppe Castiglione | Musée national du Palais.         |
| 1761-1762            | Whistlejacket                 | Whistlejacket                 | George Stubbs        | National Gallery.                 |
| 1762                 | Cheval attaqué par un lion    | Cheval attaqué par un lion    | George Stubbs        | Centre d'art britannique de Yale. |
| 1786                 | Un cheval de chasse bai sellé | Un cheval de chasse bai sellé | George Stubbs        | Collection privée.                |

## XIXesiècle
| Année de réalisation | Visuel                                    | Titre                                     | Artiste                   | Lieu de conservation                 | Sources      |
| -------------------- | ----------------------------------------- | ----------------------------------------- | ------------------------- | ------------------------------------ | ------------ |
| 1806                 | Cheval blanc dans une pâture              | Cheval blanc dans une pâture              | Jacques-Laurent Agasse    | Oskar Reinhart Foundation.           |              |
| 1810                 | Le cheval du pacha Mustapha               | Le Cheval du pacha Mustapha               | Antoine-Jean Gros         | Musée des beaux-arts de Besançon.    |              |
| 1812                 | Cheval arabe gris-blanc                   | Cheval arabe gris-blanc                   | Théodore Géricault        | Musée des beaux-arts de Rouen.       |              |
| 1815                 | Tête de cheval blanc                      | Tête de cheval blanc                      | Théodore Géricault        | Musée du Louvre.                     |              |
| 1817                 | Cheval arabe                              | Cheval arabe / Un arabe et son coursier   | Antoine-Jean Gros         | Musée des beaux-arts de Valenciennes | Digard p.203 |
| 1820-1821            | Cheval effrayé par l'orage                | Cheval effrayé par l'orage                | Théodore Géricault        | National Gallery.                    |              |
| 1824                 | Cheval effrayé par l'orage par l'orage    | Cheval effrayé par l'orage                | Eugène Delacroix          | Musée des beaux-arts de Budapest.    |              |
| 1826                 | Mazeppa et les loups                      | Mazeppa et les loups                      | Horace Vernet             | Musée Calvet.                        |              |
| 1843                 | Chevaux sous le porche                    | Chevaux sous le porche                    | Albrecht Adam             | Musée de l'Ermitage.                 |              |
| 1853-1855            | La foire aux chevaux                      | La Foire aux chevaux                      | Rosa Bonheur              | Metropolitan Museum of Art.          |              |
| 1860                 | Chevaux arabes se battant dans une écurie | Chevaux arabes se battant dans une écurie | Eugène Delacroix          | Musée du Louvre.                     |              |
| Entre 1860 et 1888   | Cheval                                    | Cheval                                    | Anton Mauve               | Rijksmuseum Amsterdam.               |              |
| Vers 1860            | Percheron dans un pâturage                | Percheron dans un pâturage                | Achille Giroux            | Musée du Louvre.                     |              |
| 1861-1872            | Caractacus                                | Caractacus                                | Samuel Spode              |                                      |              |
| 1871                 | Fidèle compagnon                          | Fidèle compagnon                          | Juliusz Kossak            | Galerie d'art de Lviv.               |              |
| 1875                 | Cheval mort                               | Cheval mort                               | Pedro Américo             | Brésil (?).                          |              |
| 1881                 | La blanche "Gazelle"                      | La Blanche "Gazelle"                      | Henri de Toulouse-Lautrec | Albertina.                           |              |
| 1883                 | La charrette attelée                      | La Charrette attelée                      | Georges Seurat            | Musée Solomon R. Guggenheim.         |              |
| Entre 1880 et 1890   | Cheval tirant un chariot                  | Cheval tirant un chariot                  | Giovanni Fattori          | Collection Angiolini.                |              |
| 1887                 | Relais de chasse                          | Relais de chasse                          | Rosa Bonheur              | Musée d'art de Saint-Louis.          |              |
| 1898                 | Le Cheval blanc                           | Le Cheval blanc                           | Paul Gauguin              | Musée d'Orsay, Paris.                |              |
| 1899                 | Chevaux                                   | Chevaux                                   | Károly Ferenczy           | Musée des beaux-arts de Budapest.    |              |

## XXesiècle
| Année de réalisation | Visuel                            | Titre                                          | Artiste                 | Lieu de conservation |
| -------------------- | --------------------------------- | ---------------------------------------------- | ----------------------- | --- |
| 1901                 | Cheval de cuirassier-garde        | Cheval de cuirassier-garde                     | Wilhelm Trübner         | Galerie d’État. |
| 1909                 | Jeunes poulains                   | Jeunes poulains                                | Franz Marc              | Collection privée. |
| 1911                 | Le cheval bleu                    | Le Cheval bleu                                 | Franz Marc              | Collection Bernhard Koehler. |
| 1911                 | Huile sur toile                   | Paysage romantique                             | Vassili Kandinsky       | Städtische Galerie im Lenbachhaus, Munich. |
| 1912                 | Le cheval bleu                    | Le Cheval bleu                                 | Franz Marc              | Musée de la Sarre. |
| 1913                 | La tour de chevaux bleus          | La Tour de chevaux bleus                       | Franz Marc              | Le tableau a actuellement disparu. |
| 1943                 | Les Huit Chevaux                  | Les Huit Chevaux                               | Xu Beihong              | ? |
| 1964                 | Zauberpferde                      | (de) Zauberpferde                              | Margret Hofheinz-Döring | Galerie Brigitte Mauch Göppingen. |
| 1965                 | Huile sur toile                   | Le Blanc-seing                                 | René Magritte           | Washington. Localisation de l’œuvre incertaine : annoncé souvent au National Gallery of Arts de Washington, elle ne figure pas sur le site de ce dernier. |
| 1968                 | Le cheval noir motif de carrelage | Le cheval noir motif de carrelage              | Hans Unger              | La station de métro Blackhorse Road, Londres. |
| 1980                 | Huile sur toile                   | Scène de forêt (titre original : forest scene) | Roy Lichtenstein        | collection privée. |

## XXIesiècle
| Année de réalisation | Visuel            | Titre                                                       | Artiste               | Lieu de conservation |
| -------------------- | ----------------- | ----------------------------------------------------------- | --------------------- | -------------------- |
| 2009                 | Wildes Pferd      | Wildes Pferd                                                | Elena Drobytchevskaïa | Inconnu.             |
| 2011                 | Poudre sur papier | Ninety-nine Horses (titre original en chinois : 九十九匹马) | Cai Guo-Qiang         | MATHAF.              |